# کنگرو (دهانه)
کنگرو یک دهانه برخوردی در ماه‌ است.

## دهانه‌های اقماری
این دهانه ۶ دهانه اقماری دارد.
| Congreve | عرض جغرافیایی | طول جغرافیایی | قطر          |
| -------- | ------------- | ------------- | ------------ |
| G        | ۰.۹° S        | ۱۶۳.۷° W      | ۱۷.۰ کیلومتر |
| H        | ۱.۲° S        | ۱۶۵.۲° W      | ۳۷.۰ کیلومتر |
| L        | ۳.۶° S        | ۱۶۶.۳° W      | ۳۰.۰ کیلومتر |
| N        | ۳.۴° S        | ۱۶۸.۲° W      | ۳۱.۰ کیلومتر |
| Q        | ۱.۴° S        | ۱۶۹.۶° W      | ۵۹.۰ کیلومتر |
| U        | ۰.۶° S        | ۱۷۰.۷° W      | ۵۹.۰ کیلومتر |